# Pachyptila salvini

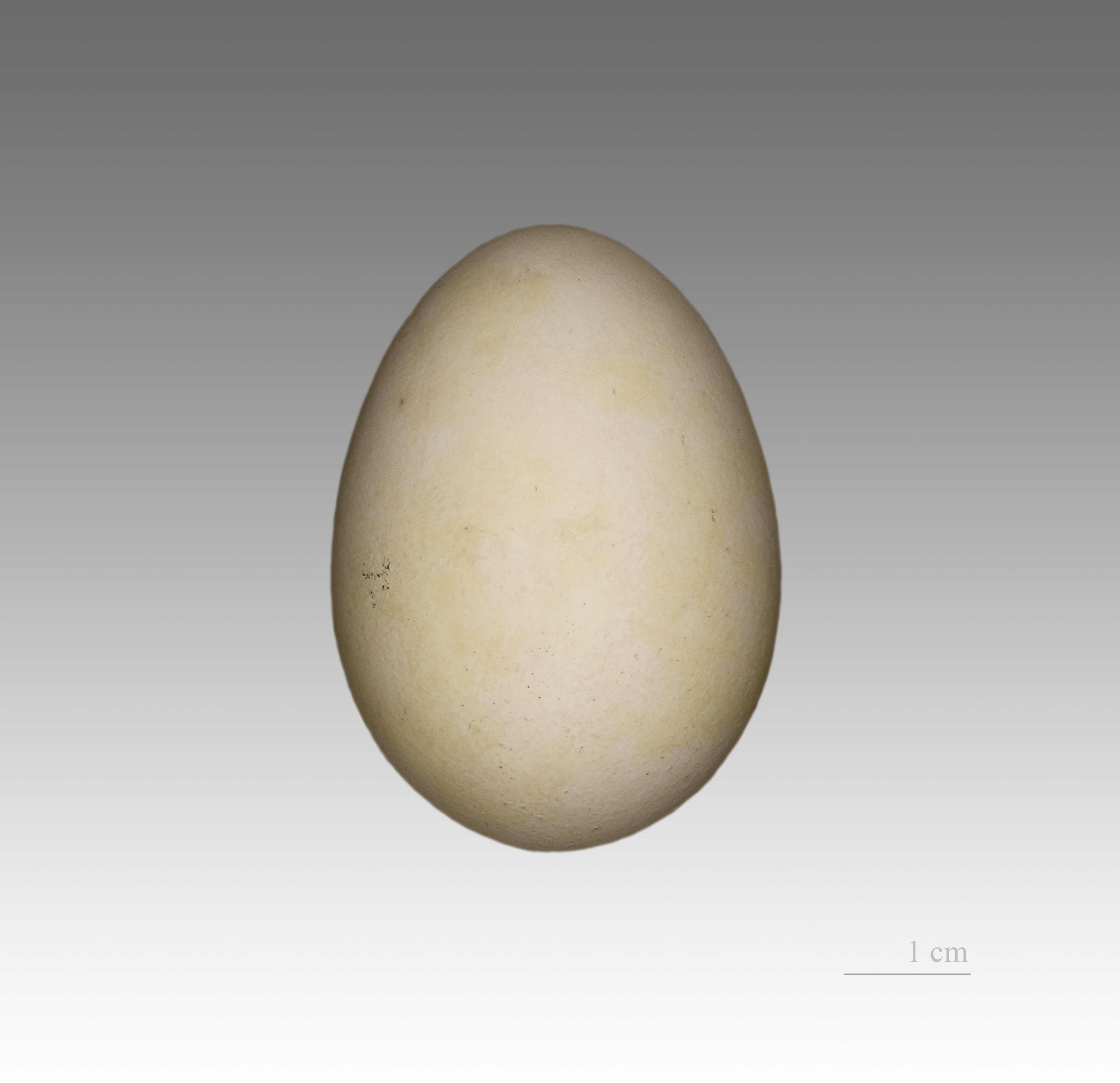
Pachyptila salvini

Pachyptila salvini là một loài chim trong họ Procellariidae.